# Cirrhitichthys aureus
Cirrhitichthys aureus is een straalvinnige vissensoort uit de familie van koraalklimmers (Cirrhitidae). De wetenschappelijke naam van de soort is voor het eerst geldig gepubliceerd in 1842 door Temminck & Schlegel.